# Проспер, Питер
Петер Проспер (англ. Peter Prosper; 7 ноября 1967 года, Тринидад и Тобаго) — тринидадский футболист, нападающий. Выступал за сборную Тринидада и Тобаго.

## Клубная карьера
Большую часть карьеры нападающий провел в Ливане. Известность там он получил по играм за «Аль-Ансар». В его составе Проспер неоднократно становился чемпионом страны. На родине форвард выступал за «Юнайтед Петротрин», который считался одним из сильнейших тринидадских клубов того времени. Завершать свою карьеру Проспер уехал в Ливан. В некоторых командах он пересекался со своим соотечественником и партнером по сборной страны Эрролом Макфарлейном.

## Карьера в сборной
За национальную команду Тринидада и Тобаго Проспер дебютировал в 1995 году. Через два года он вместе с ней принял участие в финальном розыгрыше Золотого Кубка КОНКАКАФ в США. Всего за сборную форвард провел 17 игр, в которых забил семь голов.

## Достижения

### Командные
- Чемпион Ливана (2): 1997/98, 1998/99
- Обладатель Кубка Ливана: 2001/2002, 2007/08
- Обладатель Кубка Тринидада и Тобаго: 1997

### Международные
- Победитель Карибского клубного чемпионата: 1997

### Личные
- Лучший бомбардир Чемпионата Ливана: 1997/98